# استافیلوکوک اوریکولاریس
استافیلوکوک اوریکولاریس، کوکسی گرم مثبت از جنس (سرده) استافیلوکوک است که به شکل جفت یا تتراد وجود دارد. این گونه، اولین بار از قسمت خارجی گوش انسان جدا شد و به‌طور ضعیف همولیتیک است. از آنجایی که این گونه به‌طور شایع در پوست انسان ساکن است می‌تواند موجب عفونت‌های فرصت طلب مانند سپسیس (عفونت خون)شود.